# Lisa Schuch-Gubik
Lisa Schuch-Gubik (nascida a 1 de Abril de 1994) é uma política austríaca do Partido da Liberdade. Foi eleita membro do Conselho Nacional nas eleições legislativas de 2024, e desempenha funções como vereadora municipal de Ebreichsdorf desde 2015.